# 京極高倍
京極 高倍（きょうごく たかます）は、江戸時代後期の大名。丹後国峰山藩8代藩主。官位は従五位下備前守。

## 略歴
7代藩主・京極高備の五男として誕生。幼名は万蔵、主膳。
天保元年（1830年）12月14日、父高備の嫡子となる。五男であったが、長兄の高寧、次兄高聡が早世し、三兄直貞（一色姓）と四兄正応（津田姓）は他家の養子に出されていたためである。天保3年（1832年）11月20日、父高備の隠居により家督を継いだ。同年12月16日、従五位下備前守に叙任した。しかし在職1年あまりの翌年12月5日に26歳で死去した。嗣子がなく、跡を弟の高鎮が継いだ。法号は徳彰院興誉和順道融。